# La boda campesina
La boda campesina (en neerlandés, De Boerenbruiloft) es una pintura de Pieter Brueghel el Viejo, actualmente en el Museo de Historia del Arte de Viena, Austria. Se trata de un óleo sobre madera con unas dimensiones de 114 centímetros de alto y 164 de ancho. Fue ejecutada en 1568.

## Descripción
Se trata de una de las obras de Brueghel que representan la vida campesina. La novia está debajo de un dosel y el novio no se sabe exactamente quién es, pero podría ser el hombre vestido de negro, a la izquierda de la figura más grande, echándose hacia atrás, con una jarra en la mano. Dos gaiteros tocan el pijpzak y un niño pequeño en el primer plano lame un plato.
La fiesta se celebra en un granero en la primavera; dos espigas de cereal con un rastrillo recuerdan el trabajo que implica la cosecha y la vida tan dura que llevan los campesinos. Los platos los llevan sobre una puerta que han quitado de sus bisagras. Los principales alimentos son pan, gachas y sopa.

## Parodias
La pintura fue parodiada en Astérix en Bélgica. También se hace referencia a ella en la obra de David Keplinger The Clearing, en el poema «Tres visiones del peligro del arte». La segunda sección de este poema se llama «Brueghel's 'Peasant Wedding'» y trata en parte sobre el novio desaparecido. Una parodia más se encuentra en Coping with Pets, de Peter Corey, ilustrada por Martin Brown. La publicación cómica estadounidense The Onion también parodió la pintura.